# Bremer Küche

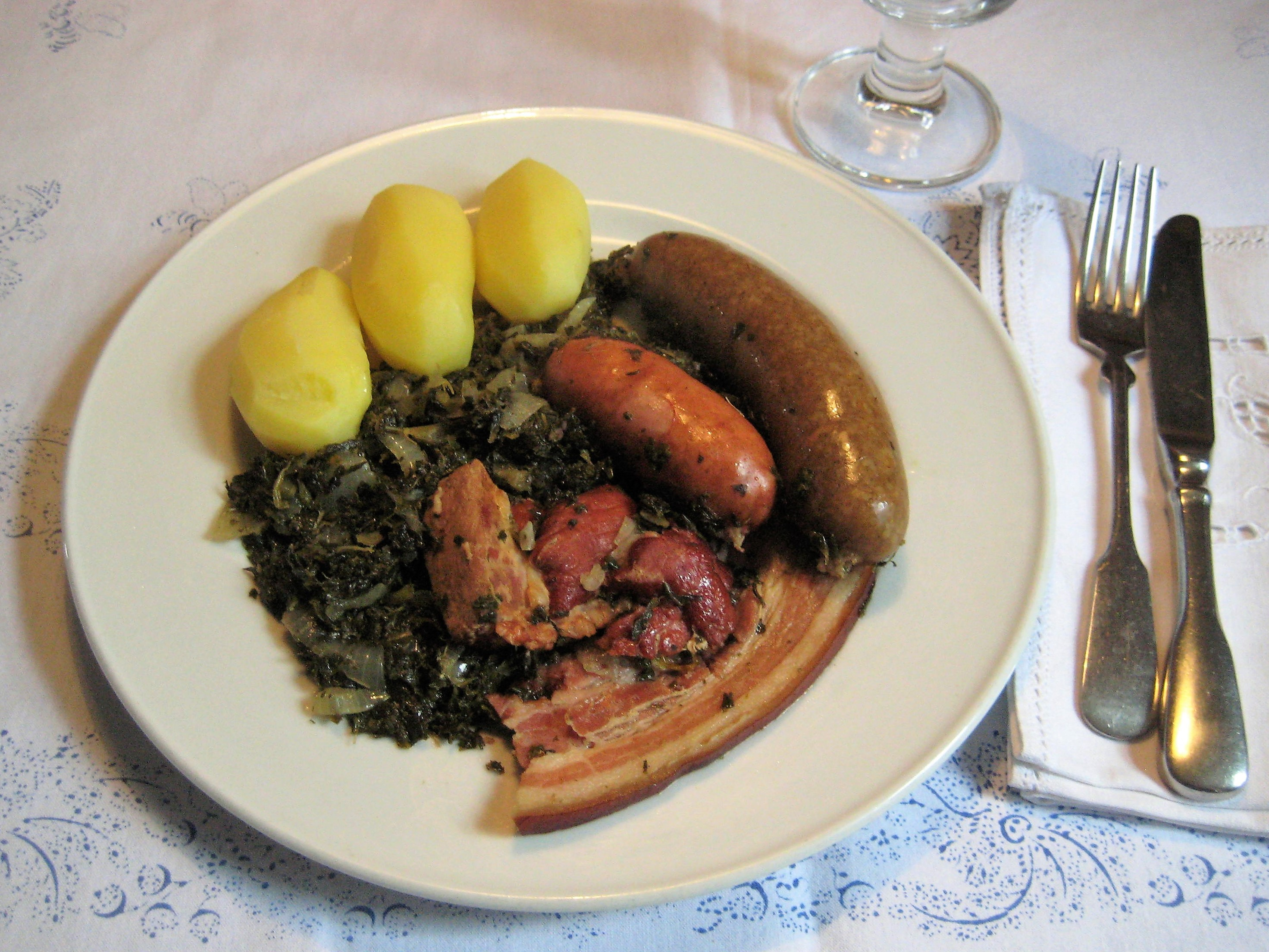
Bremer Spezialität: Braunkohl und Pinkel

Die Bremer Küche wurde geprägt durch Bremens Lage an der schiffbaren Weser und seiner Funktion als alte norddeutsche Hafenstadt. Das Angebot an Fisch aus der Nordsee und der Weser war und ist umfangreich. Durch den weltweiten Handel der Hansestadt kamen für eine bürgerliche Küche Gewürz, exotische Genussmittel sowie spanische und französische Weine nach Bremen. Dazu waren die Einflüsse aus dem Umland – die Bremer sagen „Umzu“ – mit einer bodenständigen und zum Teil deftigen, schmackhaften Küche, wie sie auch in der niedersächsischen Küche zu finden sind, prägend. Auch in Bremen fand eine überregionale Angleichung an die Deutsche Küche statt. Zu den bekanntesten Bremer Spezialitäten zählen heute noch Kohl und Pinkel, die Hochzeitssuppe, der Bremer Labskaus, das Bremer Kükenragout und die Bremer Kluten, aber auch Knipp und Schellfisch. Die Küche Bremens und diejenige des direkten niedersächsischen Umlands weisen heute keine wesentlichen Unterschiede mehr auf.
Zu den Spezialitäten aus Bremen und der Bremer Küche gehören:

## Bekannteste Bremer Spezialitäten

### Kohl und Pinkel

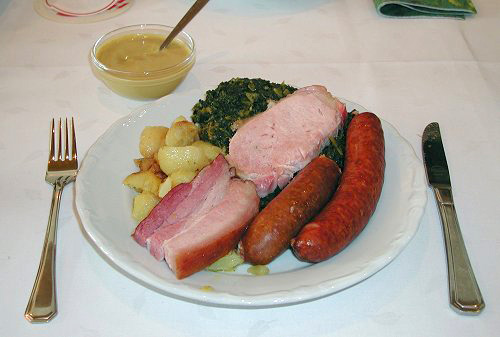
Grünkohlgericht mit Pinkel, Kochwurst, Kassler, Speck und Bratkartoffeln

Dies ist wohl eine der bekanntesten Bremer Spezialitäten. Im Gegensatz zu den Umlandgemeinden nennt es sich in Bremen Braunkohl und Pinkel. In allen anderen Gemeinden wird dieses Gericht Grünkohl und Pinkel genannt. Das „braun“ stammt von einer regionalen Kohlsorte, die rote Pigmente in den Blättern hat, weswegen der Kohl durch das Kochen eine bräunliche Färbung erhält. Ansonsten wird durch langes Kochen das Chlorophyll zersetzt und der geräucherte Bauchspeck ausgelaugt, so dass sich eine braune Farbe einstellt.
Der kleine Unterschied im Namen kam der Legende nach einen Besucher in Bremen schon einmal teuer zu stehen. Er verklagte einen Gastwirt, weil dieser ihm aufgewärmtes Essen servierte. Der Gastwirt pochte aber darauf, dass in seiner Speisekarte von Braunkohl und nicht von Grünkohl die Rede war und dies eine Bremer Spezialität sei. Der Richter entschied für den Gastwirt.
Bei Grünkohl („Braunkohl“) mit Pinkel – in Bremen meist nach Art der so genannten Bremer Pinkel, teils auch als Fleisch-Pinkel bzw. Oldenburger Pinkel – handelt es sich um ein besonders nahrhaftes und fettes Gericht, zu dem in Bremen meist weitere geräucherte Fleisch-Zutaten wie Kochwürste, Kassler und fetter gestreifter Speck sowie als Beilage Salzkartoffeln oder Bratkartoffeln gereicht werden. Traditionell wird dazu ein Schüsselchen mit Senf serviert. Als Getränk werden dazu meist ein einheimisches bzw. Bremer Bier und gerne auch ein „Schnaps“ wie Weizenkorn oder Aquavit getrunken. Als Nachtisch kommt oft Bremer Rote Grütze auf den Tisch.
Heute frönt man dem Kohl-und-Pinkel-Essen gern in geselliger Runde. Traditionell geht einem winterlichen Grünkohlessen in Gesellschaft eine „Kohlfahrt“ voraus.
Bei der oben genannten Kohlsorte handelt es sich um den Blauen Markstammkohl (Brassica oleracea var. medullosa), eine uralte Blattkohlsorte. Mit ihren großen Blättern und ihrer stattlichen Größe von bis zu zwei Metern sieht sie zudem prachtvoll aus. Die Urform, „der Klippenkohl“ (Brassica oleracea cultivar medullosa), ist in Deutschland heute nur noch auf Helgoland zu finden und steht dort unter Naturschutz.

### Hochzeitssuppe
Die Hochzeitssuppe ist eine klare Hühnerbrühe mit Spargel, Eierstich (verquirlte und gestockte Eier, in kleine Würfel geschnitten) und Blumenkohl sowie Mettbällchen. Sie wird traditionell als erster Gang auf Hochzeitsfeiern serviert. Beim Kohl- und Pinkelessen gehört sie auch dazu.

### Bremer Labskaus

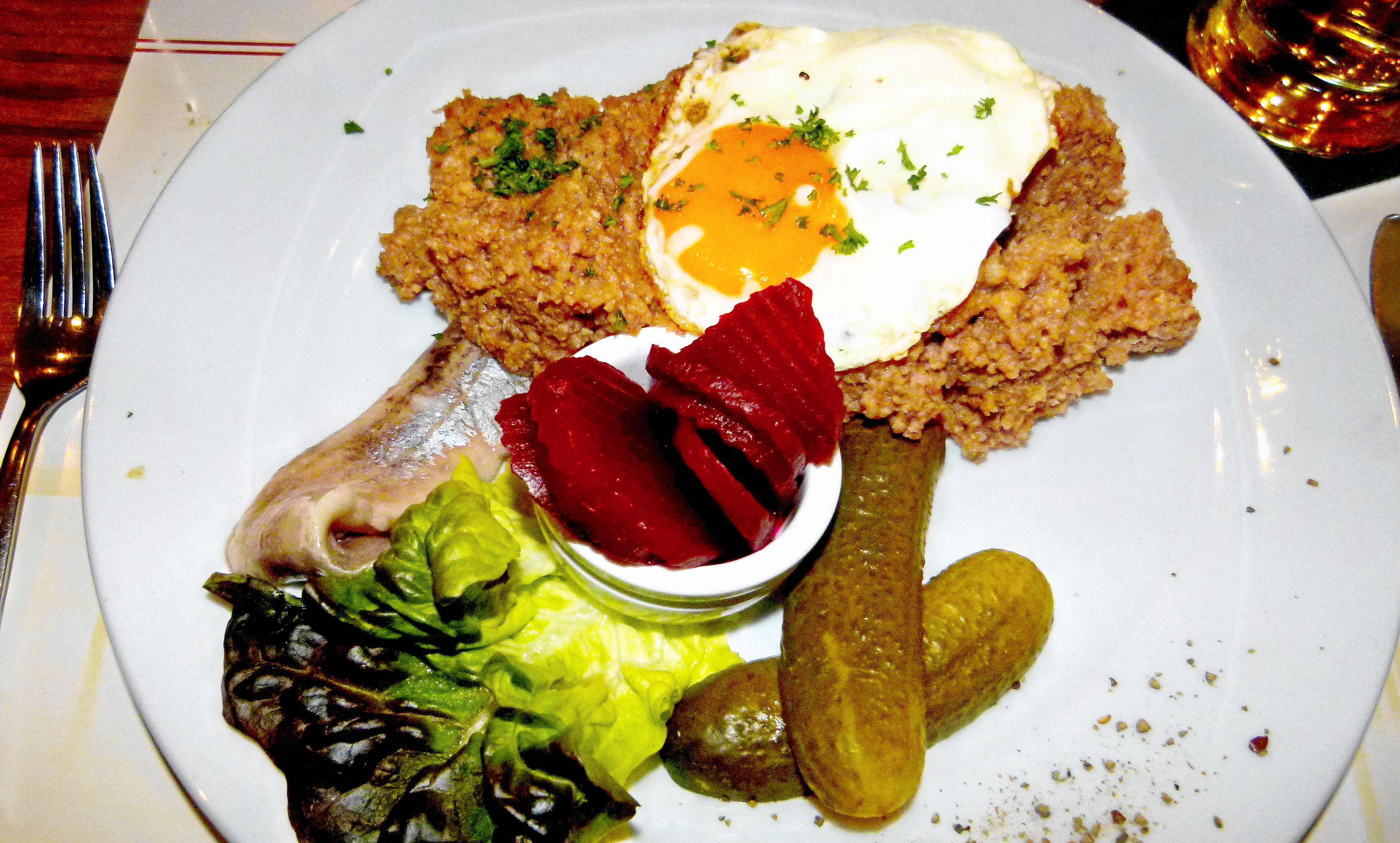
Bremer Labskaus mit Spiegelei, Matjes, Rote Bete und Gewürzgurken

Das Bremer Labskaus wird, ähnlich wie die dänische Variante (Skipperlabskovs), mit Schweine- und Rindfleisch anstelle des Pökelfleisches zubereitet. Das Labskaus schmeckt dadurch saftiger.

### Bremer Kükenragout
Das Bremer Kükenragout wird aus den so genannten Stubenküken zubereitet, jungen Hühnern mit einem Gewicht von 200 bis 600 Gramm, die nicht älter als einen Monat sind. Dazu können auch Flusskrebsschwänze, Krabben (Granat) und Rinderzunge gehören.
Die Speise war auch Brauch als Festessen anlässlich der Wahl eines neuen Bremer Senators.

### Bremer Kluten

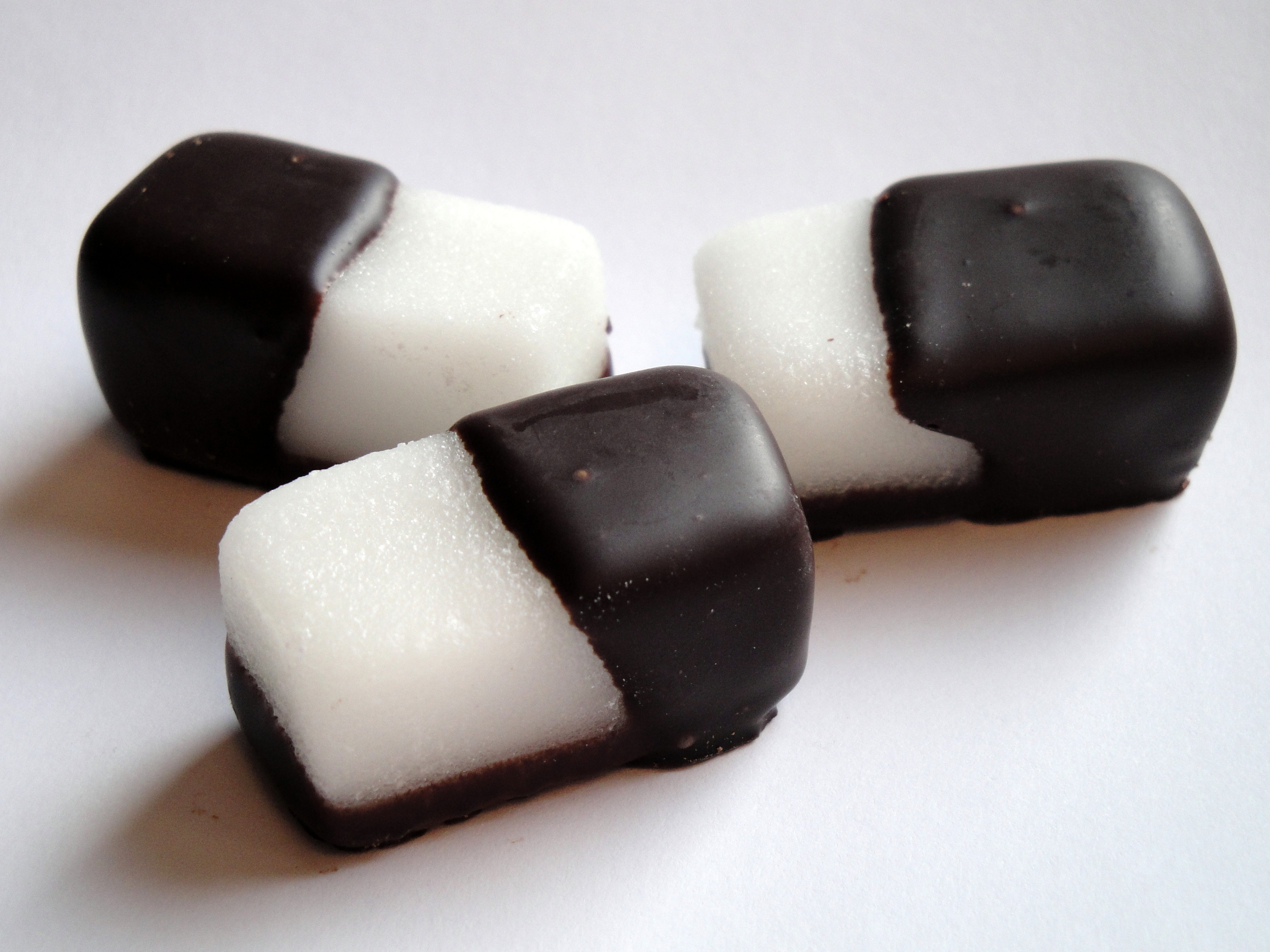
Bremer Kluten

Bremer Kluten bestehen aus Pfefferminz-Fondantstangen, die zur Hälfte mit dunkler Schokolade überzogen werden. Sie sind etwa so groß wie zwei Stückchen Würfelzucker.

### Knipp

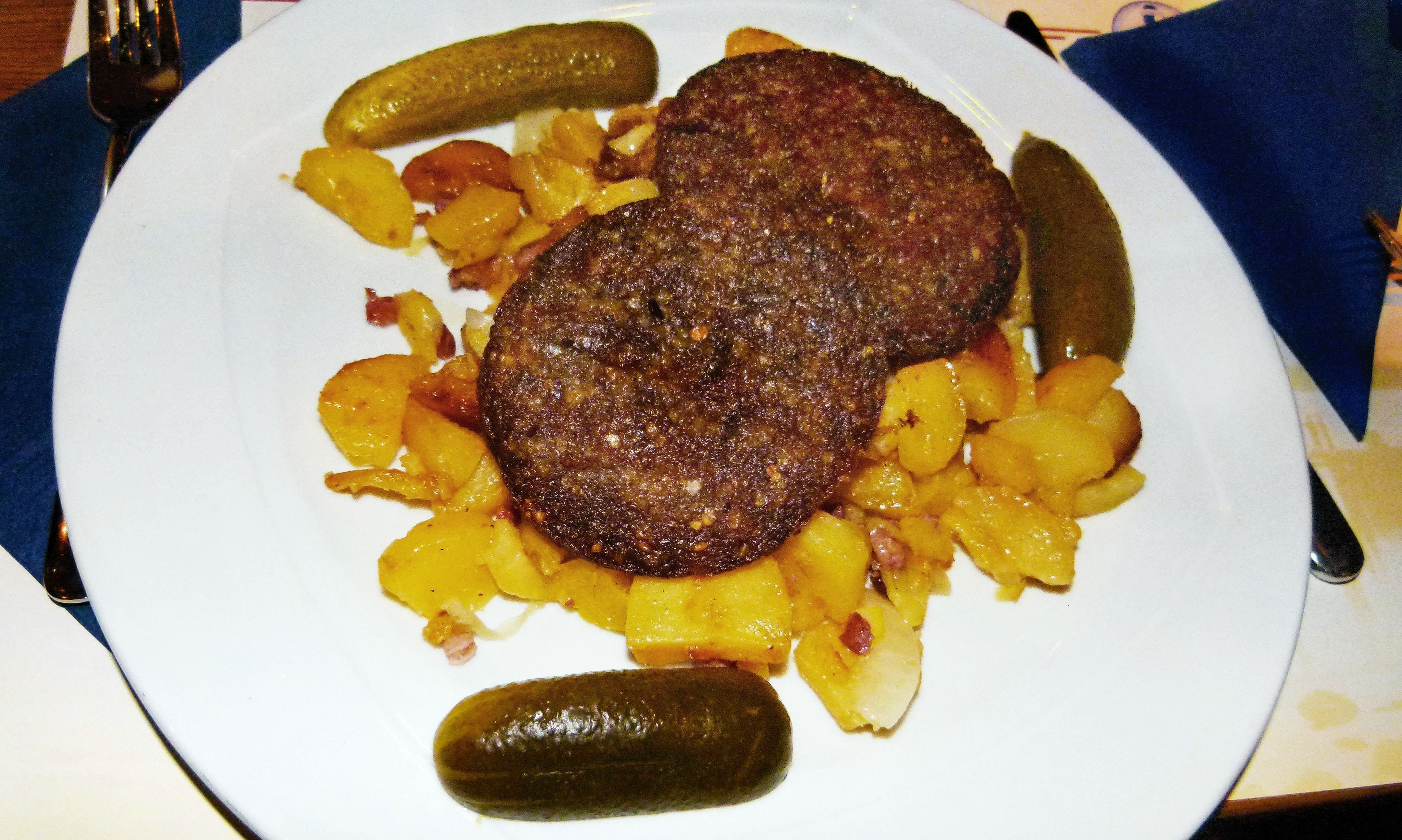
Zwei Scheiben kross gebratenes Knipp mit Bratkartoffeln und Sauren Gurken

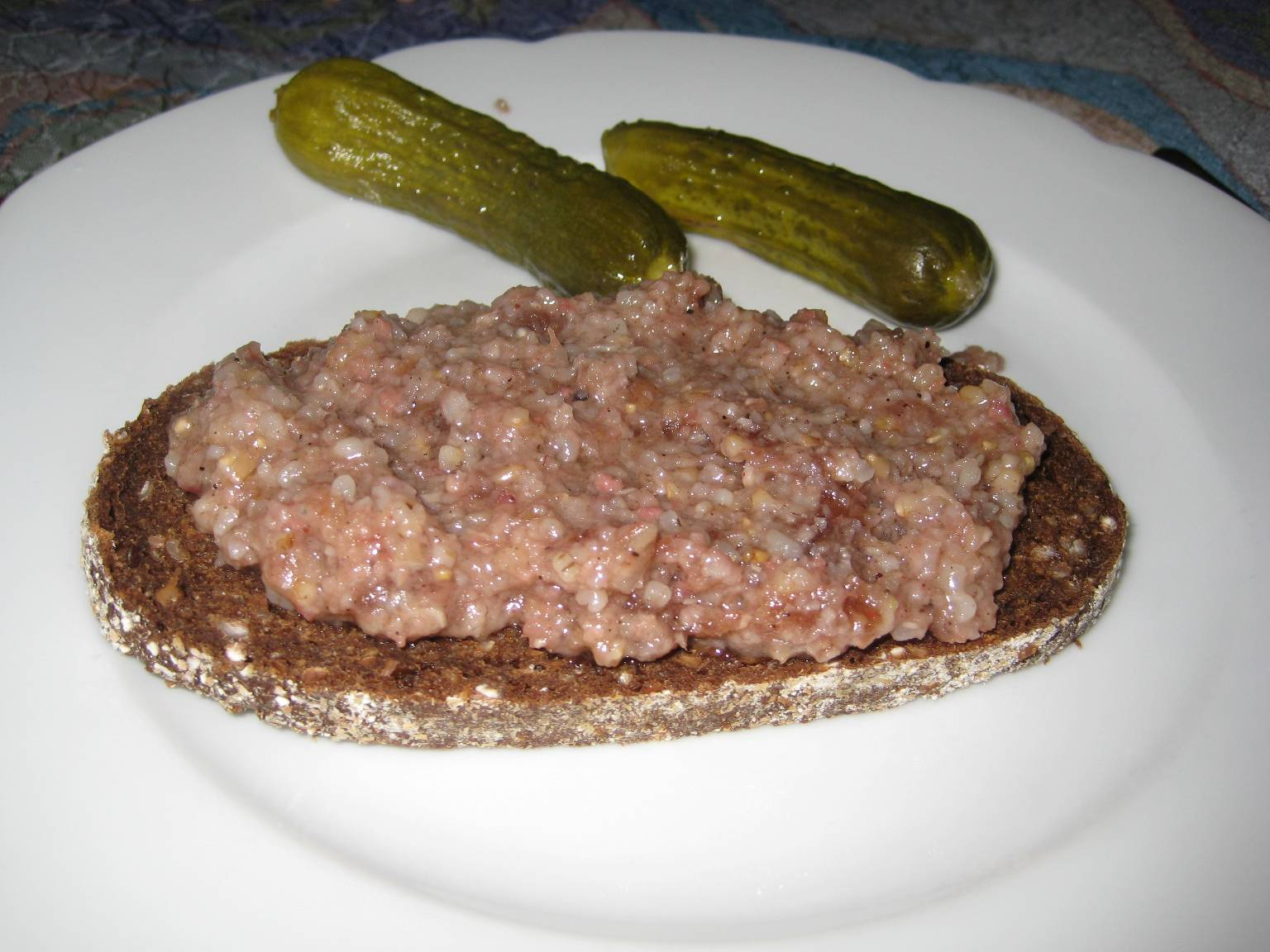
Knipp auf Vollkornbrot

In Bremen und „Umzu“ ist Knipp ein beliebtes einfaches Mahl. Hergestellt wird Knipp aus Hafergrütze, Schweinskopf, Schweinebauch, Schwarte, Rinderleber und Brühe, gewürzt mit Salz, Piment und Pfeffer. Zusammen mit Vollkornbrot bzw. mit Brat- oder auch Salzkartoffeln und mit Gurken wird es zumeist warm verzehrt.

### Schellfisch
Während in anderen norddeutschen Städten als Kochfisch meist Kabeljau oder Dorsch gegessen wird, dominiert in Bremen der Schellfisch. Er wird gedünstet, pochiert oder im Dampf gegart und gerne zusammen mit einer Senf- oder Senf-Joghurtsauce, Blattspinat und Dillkartoffeln serviert.

## Sonstige Spezialitäten aus Bremen

### Birnen, Bohnen und Speck
Bei Birnen, Bohnen und Speck handelt es sich um ein deftiges Eintopfgericht aus grünen Bohnen, Kochbirnen und geräuchertem Bauchspeck, vergleichbar mit Pluckte Finken.

### Pluckte Finken
Bei Pluckten Finken (… und hackte Müsen) handelt es sich um einen Eintopf auf der Grundlage von weißen Bohnen, gestreiftem geräucherten Speck, Möhren, Kartoffeln, Äpfeln und Birnen. Das auf die Zeit der Walfänger zurückgehende Gericht wurde ursprünglich auf See aus gelben Wurzeln („hackte Müsen“) und kleinen, aus Walspeck („Vinken“) herausgeschnittenen („pluckten“) Stücken zubereitet. Später wurde statt des Walspecks zartes Ochsen- oder Pökelfleisch verwendet.
Es war „auch ohne Walspeck“ ein beliebtes Seefahreressen. Hierzu gibt es folgende (angeblich wahre) Anekdote: Ein alter Kapitän, schon im Ruhestand, aß für sein Leben gern Pluckte Finken. Aber leider bekam seine Frau das Gericht nie so gut hin wie der alte Schiffskoch, der dem Kapitän auf seinen Fahrten zu Diensten gewesen war. Eines Tages erwischte die Frau nun aus Versehen ranzigen Speck und merkte dies erst vor dem Servieren. Ängstlich stellte sie die Terrine mit dem Eintopf auf den Tisch und erwartete das Donnerwetter ihres Gatten, aber weit gefehlt: Bereits nach dem ersten Löffel hellte sich die Miene des alten Fahrensmannes auf und er sagte: „Jetzt hast Du es geschafft. Die Pluckten Finken schmecken genau so gut wie beim alten Behrmann!“
Heute ist das traditionsreiche Gericht nur noch selten auf bremischen Speisekarten zu finden.

### Gebratene Stinte
Stinte (Osmerus eperlanus) sind kleine Fische aus der Familie der Stintartigen. Sie weisen einen charakteristischen Geruch nach frischen Gurken auf (Stint = Stinkfisch). Die Tiere wandern von Januar bis Mitte März die Weser hinauf, früher in solchen Massen, dass sie in Eimern aus dem Fluss geschöpft werden konnten. Die Fische werden in Roggenschrot gewälzt und gebraten. Früher ein Arme-Leute-Essen, sind gebratene Stinte heute eine Spezialität.

### Bremer Scheerkohl
Bremer Scheerkohl (auch Scherkohl) ist eine leicht nussig schmeckende Variation des Blattkohls. Scheerkohl (brassica napus var. pabularia) ist ein Verwandter des Rapses. Scheerkohl ist wie der Raps eine allopolyploide Hybride, die aus einer Bastardisierung von Rübsen (Brassica rapa) und Gemüsekohl (Brassica oleracea) hervorgegangen ist. Die Pflanze ist wie der einfache Raps nicht frei von Erucasäure, daher können nur zarte Stängel verwendet werden.
Herkunft:
Bremer Scheerkohl ist eine alte Bremer Spezialität. Anfang des 20. Jahrhunderts war er äußerst beliebt, geriet in den 50er Jahren aber allmählich in Vergessenheit. Heute ist der Scheerkohl nur noch wenigen Bremern bekannt und wird wegen der kurzen Lagerzeit nach dem Schnitt, wenn überhaupt, auf dem Wochenmarkt angeboten.
Anbau:
Saatgut wird für diese alte, regionale Schnittkohlart nur vereinzelt angeboten. Die Lagerdauer des Saatguts ist auf ein Jahr beschränkt. Der Bremer Scheerkohl lässt sich problemlos im eigenen Garten anbauen und ist nicht auf einen nährstoffreichen Boden angewiesen. Die Aussaat beginnt im Februar und bereits nach 6 Wochen lassen sich erste zarte Blätter ernten. Die erste Ernte findet meist Mitte April statt und dauert bis Ende Mai. Eine zweite Aussaat ist Ende August bis Anfang September möglich.
Geerntet wird mit der Sense, was zum einen eine beschwerliche Arbeit darstellt, jedoch zum anderen dem Bremer Scheerkohl zu seinem Namen verhalf.
Zubereitung:
Sowohl Blatt und Stängel des Scheerkohls sind sehr zart und daher durchaus komplett verwendbar, allerdings sollten die Stängel sehr großer Blätter vor dem Kochen entfernt werden. Der Bremer Scheerkohl wird wie Spinat zubereitet und sorgt mit seinem milden, leicht nussigen Geschmack für eine herzhafte Mahlzeit. Traditionell wird er mit Kassler, Kochwurst und geräuchertem Speck zubereitet, als Beilage eignen sich Kartoffeln. Allerdings gibt es auch hier keine kulinarischen Grenzen, ob Salat, Pesto oder Lasagne, was schmeckt wird gegessen.

### Bremer Rote Grütze

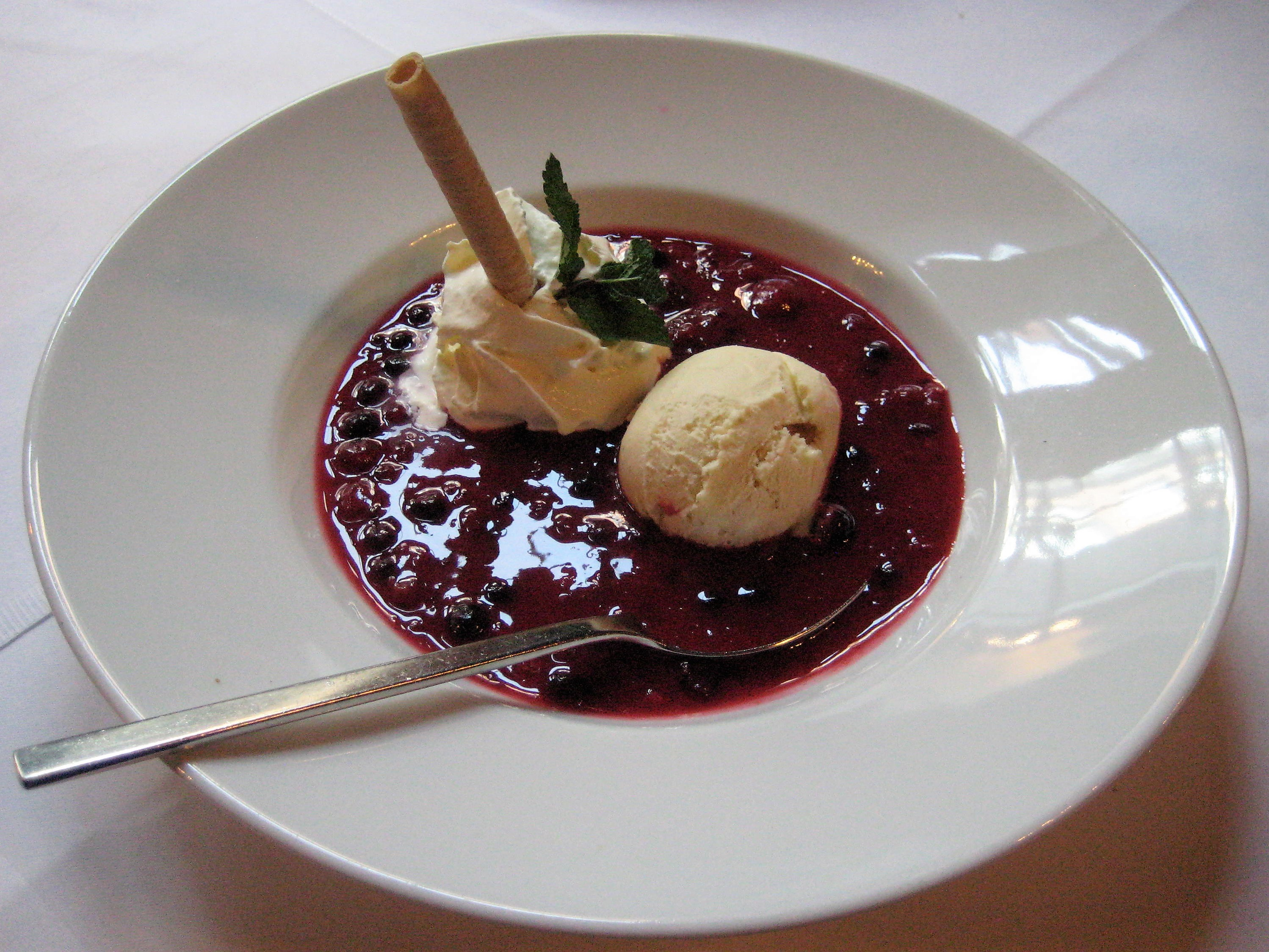
Bremer Rote Grütze, mit Vanilleeiskugel und Schlagsahne

Die Rote Grütze hat allgemein in Norddeutschland eine Tradition. Die Bremer Rote Grütze enthält neben der sonst üblichen Beerenmischung zusätzlich Sauerkirschen und unterscheidet sich damit nur gering von anderen Varianten dieser Süßspeise. Ein traditionelles Rezept nennt für eine größere Menge an Bremer Rote Grütze folgende Zutaten und Mengenanteile: „6 Liter Wasser, 400 g Sauerkirschen, 400 g Himbeeren, 400 g Rote Johannisbeeren, 800 g Schwarze Johannisbeeren, eine halbierte Orange, 500 g Zucker, sowie Vanille und Sago nach Geschmack.“

### Bremer Klaben

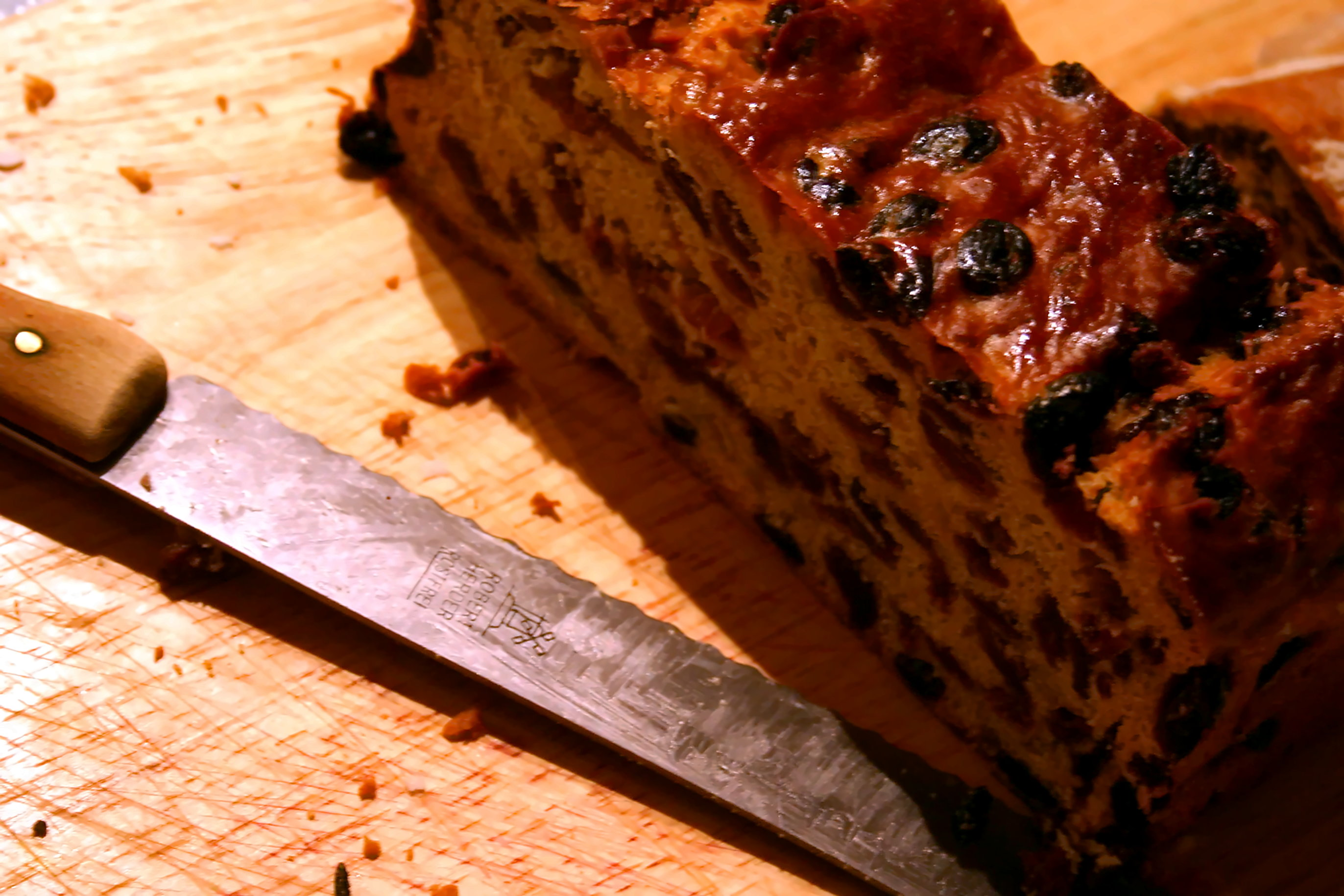
Bremer Klaben

Der Bremer Klaben ist ein beliebtes Bremer Wintergebäck. Es handelt sich um einen großen (10- bis 12-pfündigen), stollenähnlichen Kuchen aus schwerem Hefeteig mit sehr vielen Rosinen und von typischer, kastenartiger Form. Er wird zumeist Anfang Dezember gebacken, und zwar in solchen Mengen, dass er bis Ostern reicht.
Der Bremer Klaben hat eine jahrhundertelange Tradition, die bis in die Hansezeit zurückreicht. Die erste urkundliche Erwähnung der „Bremer Klavenbecker“ stammt aus dem Jahre 1593 in Dokumenten des Bremer Rats. Der Warenaustausch mit anderen Hansestädten ermöglichte damit die Zugänglichkeit der Bäcker zu den verwendeten Zutaten.
Auf Antrag der Bäckerinnung der Hansestadt Bremen wurde die Bezeichnung „Bremer Klaben“ mit Wirkung zum 20. Dezember 2009 als geschützte geographische Angabe nach europäischem Recht eingetragen.

### Bremer Ein- und Zwieback
Gebacken wird der Bremer Zwieback in speziellen Zwiebacksrahmen, die auf ein Backblech gelegt werden. In einen solchen Rahmen passen 56 Stück Einback. Typisch für den Bremer Zwieback ist seine sechseckige Form.
Bremer Zwieback besteht aus einem leichten Hefeteig, der wenig gesüßt ist. Er wird zu kleinen Teigstücken aufgearbeitet, welche anschließend rundgewirkt und, jeweils zwei Teigstücke übereinander, in den Zwiebacksrahmen gesetzt werden. Die Teigstücke werden versetzt in den Rahmen gelegt, so dass die sechseckige Form entsteht.
Nach dem Backen muss dieser Einback mindestens einen Tag ablagern. Dann werden die einzelnen Einback abgeschnitten und in der Mitte durchgeschnitten. Mit den Schnittflächen nach oben weisend, werden diese Einback im Ofen goldgelb geröstet. Dadurch wird die Haltbarkeit erheblich erhöht.

### Bremer Kaffeebrot
Das typische Bremer Kaffeebrot besteht aus Weißbrot mit Butter, Zucker und Zimt. Seine Herstellung ist denkbar einfach. Es wird ein leichter bis mittelschwerer Hefeteig bereitet und in Laibform gebacken. Alternativ wird Bremer Kaffeebrot aus Weißbrotscheiben mit Zucker und Zimt bestreut und geröstet.
Nach einigen Tagen des Ablagerns des Gebäcks wird der Laib in Scheiben geschnitten. Eine Schnittfläche wird mit flüssiger Butter bestrichen und in Zimtzucker gedrückt. Die Scheiben werden dann mit der gezuckerten Seite nach oben zeigend auf ein Blech gelegt und geröstet.
Kaffeebrot verzehrt man, indem man das Gebäck in den Kaffee tunkt (stippt) und dann isst.

### Heißwecken
Heißwecken sind süße Hefebrötchen mit Rosinen. Sie werden traditionell mit Butter und Marmelade oder Gelee bestrichen gegessen. Umgangssprachlich werden Heißwecken auch „Hedwig“ bzw. „Hedewig“ genannt.

### Wickelkuchen
Wickelkuchen ist eine Gebäckspezialität des Bremer Raumes. Er besteht aus Hefeteig und wird mit verschiedenen Füllungen angeboten.
Als Füllungen werden meist Sultaninen, Mandeln, Marzipan, Mohn und Nuss verwendet, es gibt aber noch weitere Varianten.

### Babbeler

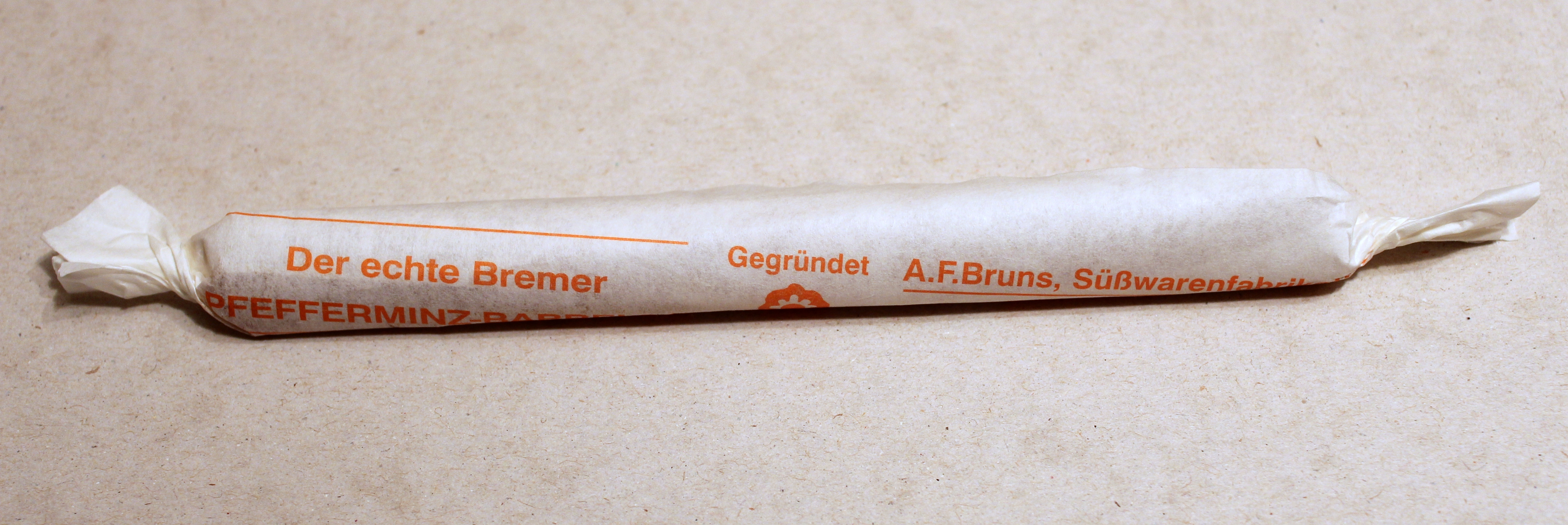
Babbeler in traditioneller Pergamentverpackung

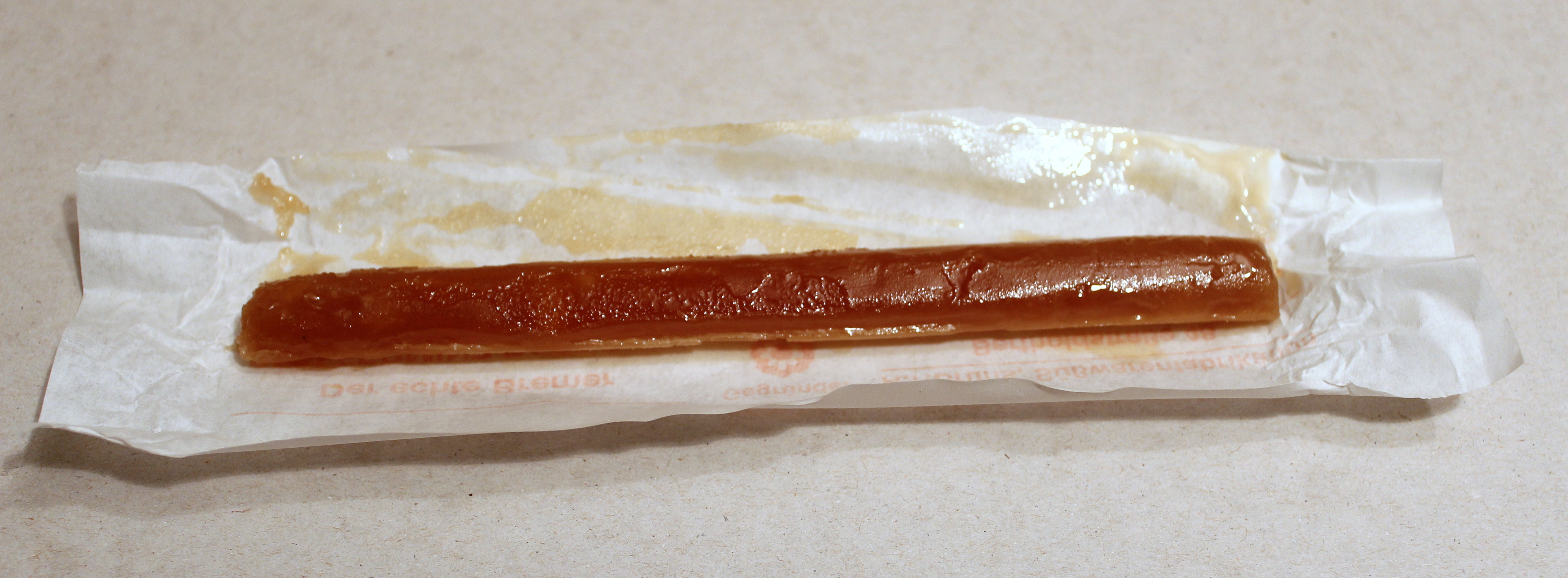
Ausgepackter Babbeler

Babbeler sind menthol- bzw. pfefferminzhaltige Zuckerstangen, die in Bremer Manufakturen hergestellt und in Pergamentpapier eingewickelt werden. Sie enthalten neben dem Pfefferminzöl noch Zucker, Glucosesirup und Wasser und sind wohl die ersten Husten-Lutschstangen der Welt. Traditionell und teils heute noch kommen Babbeler einzeln in Pergamentpapier eingewickelt in den Handel; inzwischen werden sie von einem der beiden in Bremen bestehenden Hersteller in Folie eingeschweißt angeboten.
Die Stange wird in die Faust genommen und das obere Ende der Papierumhüllung abgerissen. Dann beginnt man mit dem Lutschen, wodurch der Rest der Stange bei kleinen Kindern oft mit Speichel, Papier und Faust eine klebrige Verbindung eingeht. Babbeler gehören zum Bremer Freimarkt, können aber das ganze Jahr über erworben werden. Es ist ein beliebter Wettbewerb bei Bremer Kindern, den Babbeler möglichst spitz zu lutschen.
Babbeler gibt es in Apotheken, Drogerien, Kiosken, Supermärkten, Reformhäusern und einigen Teeläden innerhalb der Stadtgrenzen Bremens zu kaufen. Die Herkunft des Namens Babbeler ist umstritten. Überwiegend geht man davon aus, dass der Volksmund der Zuckerstange diesen Namen gab, weil man sie zum Genuss ständig im Mund lassen musste und sie dabei ziemlich klebrig wurde (aus dem Plattdeutschen von hol din Babbel, hochdeutsch „halt’ deinen Mund“). Nach einer anderen Erklärung leitet sich der Name von der holländischen Bezeichnung für traditionelle Zeeländische Karamellbonbons Babbelars ab.
Entstehung und Hersteller

Der Babbeler wurde 1886 von dem Utbremer Konditormeister und Bonbonkocher Albert Friedrich Bruns erfunden. Die Produktionsstätte der Firma Bruns war früher in Utbremen am Doventorsteinweg 94 und befindet sich inzwischen in der Bertholdstraße in Bremen-Nord. Gegenwärtig (2014) gibt es in Bremen noch zwei Hersteller: Die 1886 gegründete A. F. Bruns, Süßwarenfabrikation, die mittlerweile von den Enkeln und Urenkeln des Babbeler-Erfinders betrieben wird und stellt Den echten Bremer Pfefferminz-Babbeler noch heute in bewährter Handarbeit her; vertreibt ihn – in Pergamentpapier eingewickelt – vor allem in Bremen-Nord. Die 1920 gegründete Zuckerwaren-Manufaktur Friedrich Germann in der Kornstraße in Bremen-Neustadt stellt Den echten Bremer Babbeler her und bringt ihn – in Folie eingeschweißt – in den Handel.

### Bremer Kaffeebohne
Bremer Kaffeebohnen sind eine Art Pralinen-Spezialität, die in den 1950er-Jahren in Bremen entwickelt wurde. Sie bestehen aus dunkel gerösteten Kaffeebohnen im Kern, die einzeln mit einer Vielzahl von hauchdünnen Schichten Mokka-Kuvertüre ummantelt und in Kakaopulver gewälzt werden.